# Tokaji Márton
Tokaji Márton (Debrecen, 1940. szeptember 9. – Debrecen, 2014. március 31.) költő.

## Pályája
A debreceni születésű Tokaji Márton az 1960-as és 1970-es években a debreceni Járműjavítóban és Konzervgyárban dolgozott. Ezt követően húsz éven át a Mezőgépgyártó Vállalatnál tevékenykedett, és a Közgazdasági Főosztály osztályvezetőjeként vonult nyugdíjba. Csak nyugdíjas éveiben kezdett komolyabban foglalkozni a költészettel. 2014-ben bekövetkezett haláláig aktív szervezője és tagja volt a helyi amatőr művészvilágnak.
Több évig főszerkesztője volt a Főnix hangja című irodalmi folyóiratnak, majd 2007-től az Alföldi Tollforgatók Lapja című irodalmi és művészeti folyóirat főszerkesztője lett. A Cserhát Művészkör vezetőségi tagja volt, valamint a Cserhát Művészkör Alföldi tagozatának elnöki tisztét is betöltötte.
Versei nem csak önálló köteteiben jelentek meg, hanem számos országos és helyi irodalmi folyóiratan rendszeresen publikált.

## Kötetei
- Tavasz tisztafénye az őszben világít (2005)
- Álomkötél (2005)
- Hajnali fényben (2006)
- A csend varázsa (2007)
- Fényévek útjain (2008)
- Magyar rapszódia (2010)
- A történelem útján. Elbeszélő költemények, versek, VII. kötet; Tokaji Márton, Debrecen, 2012

## Díjai
- Aranytoll díj
- Irodalmi nívó-díj
- Art-díj
- Platina-díj
- Aranydiploma
- Jókai-díj díszoklevél (két alkalommal)
- Cserhát-nívódíj